# 寒ざらし
寒ざらし（かんざらし、寒晒し）は、食品や布といった物を、寒中の空気や水にさらして置くこと。
寒ざらしという語そのものは必ずしも凍結を前提とするわけではないが、多くの場合、冬季の天候による自然凍結と太陽光による解凍・乾燥が繰り返されることによって成分・構造が変化するため、寒ざらしを経ない場合と比べ、その質感や触感は異なったものとなる場合が多い。
このような気候を利用した加工方法は世界各地の寒冷な地域でも見られる（チューニョなど）。
なお「寒ざらし」は冬の季語である。

## 食品の寒ざらし
寒中、穀類やじゃがいも、ショウガといった食品を水（寒水）に浸したのち、陰干しすることを「寒ざらし」という。

### 白玉粉

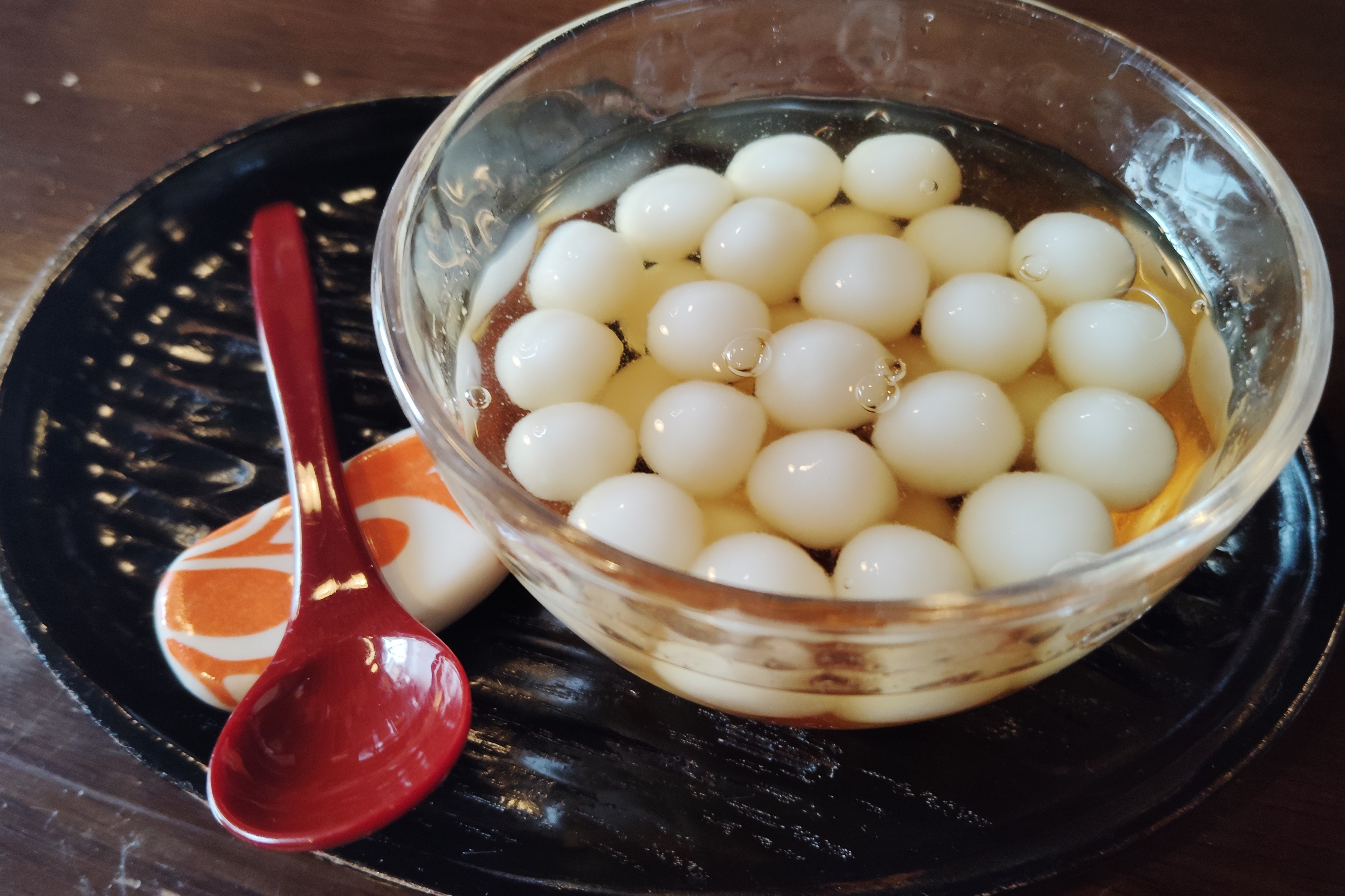
白玉粉を用いた銀水のかんざらし（長崎県島原市）

「寒ざらし粉」の別名をもつ白玉粉は、米粉を寒ざらしすることによって作ることができる。
長崎県島原市では、冷やした白玉団子に蜜をかけたものを「かんざらし」と呼んでいる。1915年（大正4年）創業の銀水など、2023年（令和5年）1月1日時点で島原市内にはかんざらしを提供する店舗が29店舗ある。
なお、中国には長崎の寒ざらしに似たものに「元子」（ユアンツ）があり、台湾にも寒ざらしによく似た湯圓（タンユエン）と呼ばれる甘味がある。

### 蕎麦
蕎麦（蕎麦粉）の製造工程に寒ざらしの手法を用いることがある。秋の新蕎麦を実のままで俵に詰め、清流に寒のうちの30日間、漬けておく。晴天の続いた日を見計らって、よく干し上げる。食べる時は、外皮を取り去り、挽き出すと、色も白く舌ざわりもよい。
『本朝食鑑』では、旧暦12月に、熟した秋蕎麦を粒のままで水に30日間浸した後、立春の日に取り出し日光でよく乾かして、俵に入れ、冷暗所に保管すると、数年を経ても腐ることがない。食する時には必要な量だけ取り出して製粉する、ということが書かれている。
長野県伊那市高遠町は寒冷な土地であり、川もあることから寒ざらしの蕎麦を作るのに適していた。江戸時代には、徳川将軍家への献上品として寒ざらしの蕎麦を送る慣例があった。
山形県では、古文書に基づいて、寒ざらしそばを復活再現している。
岐阜県の高山市荘川でも、荘川そばの店で、寒ざらしそばが期間限定として、毎年6月に出されている。
長野県上水内郡信濃町の郷土料理に、打った蕎麦を寒ざらししてつくる凍り蕎麦がある。

### 寒天

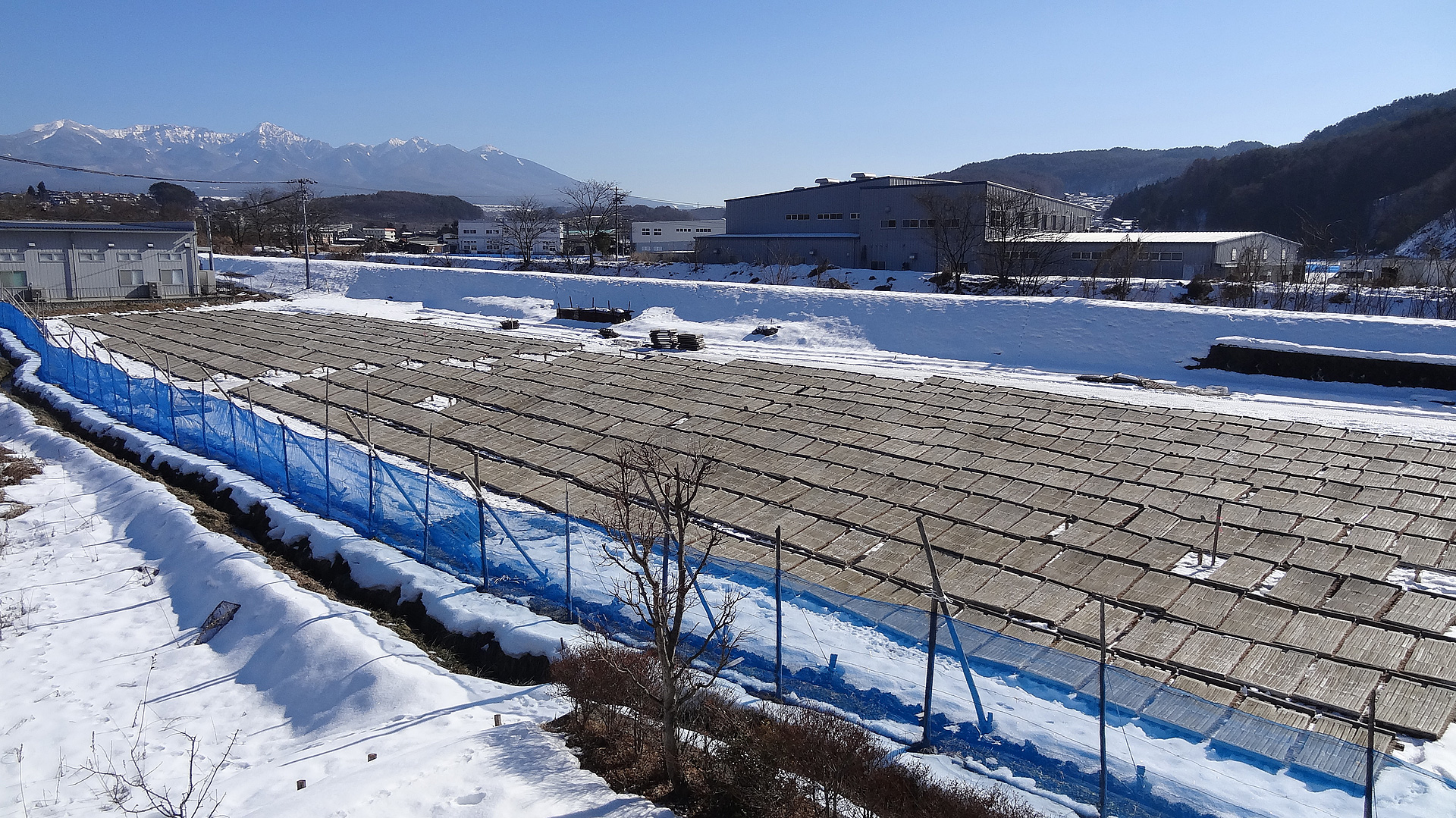
寒天干し（長野県茅野市）

ところてんは、原料となるテングサなどの紅藻を煮て溶かし、固めたものであるが、これを凍結・乾燥させたものが寒天である。天然の寒天は、冬に屋外で自然凍結・自然解凍・天日乾燥させることで作ることができ、「寒ざらしで作るところてん」という意味で「寒天」と名付けられた。

## 布・繊維の寒ざらし

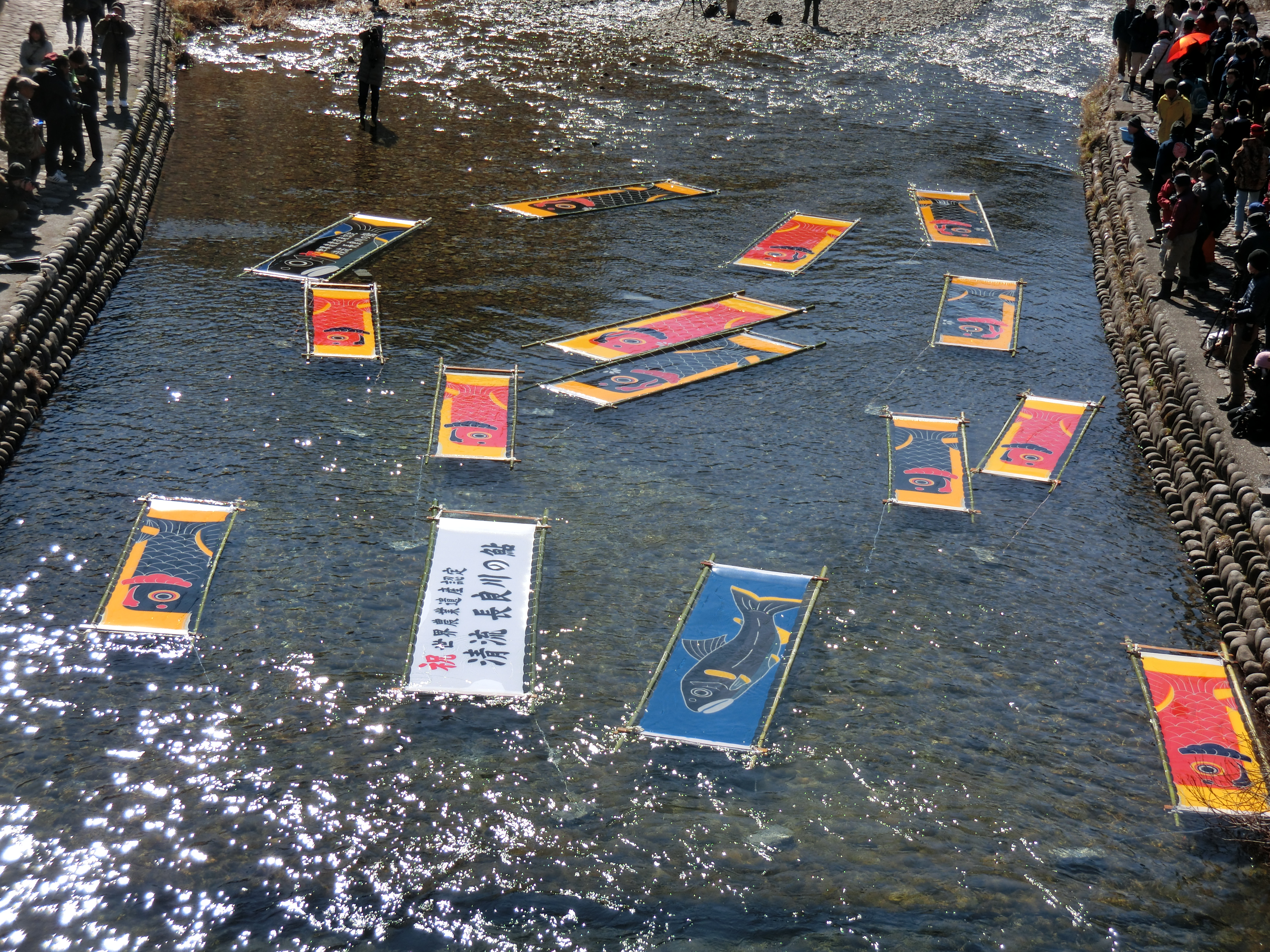
郡上本染・鯉のぼりの寒ざらし

染め物における染色の工程で、寒ざらしの手法を用いることがある。
岐阜県の飛騨染では、絵柄を大豆の汁で溶いた顔料を用いて描いたのち、寒ざらしを行う。これによって発色が良くなるほか、雪の作用によって生地の漂白も行われる。郡上本染では郡上市内を流れる吉田川で寒ざらしを行う。糊を落として生地を引き締め、色彩を鮮やかにするというもので、特に大寒の日に行われるこいのぼりの寒ざらし作業は、当地の冬の風物詩となっている。
長野県長野市鬼無里では、明治時代に麻の糸を寒ざらしして光沢を良くした畳糸を開発、「氷糸」の商品名が付けられ、高値で売買された。
岐阜県美濃市を流れる板取川では、和紙（美濃和紙）の原料として用いるコウゾの寒ざらしが行われている。流水にさらすことで原料に含まれる灰汁などを除去・漂白するというもので、現代ではあらかじめ用意された水槽の中で作業を行うことが多くなったが、美濃手すき和紙協同組合では伝統技能の継承を目的として、毎年冬の時期に板取川での寒ざらしを行っている。